# Castellar de la Frontera
Castellar de la Frontera és una localitat en la comarca del Campo de Gibraltar de la província de Cadis, Andalusia, Espanya. El 2023 tenia 3.033 habitants.